# Neoperla pseudorecta
Neoperla pseudorecta är en bäcksländeart som beskrevs av Ignac Sivec 1984. Neoperla pseudorecta ingår i släktet Neoperla och familjen jättebäcksländor. Inga underarter finns listade i Catalogue of Life.